# Moravskoslezský kraj
| Moravskoslezský kraj Mährisch-Schlesische Region                | Moravskoslezský kraj Mährisch-Schlesische Region |
| --------------------------------------------------------------- | ------------------------------------------------ |
| Wappen                                                          | Flagge                                           |
| Karte                                                           |                                                  |
| Lage von Moravskoslezský kraj in Tschechien (anklickbare Karte) |                                                  |
| Basisdaten                                                      |                                                  |
| Historisches Land:                                              | Schlesien, Mähren                                |
| Verwaltungssitz:                                                | Ostrava                                          |
| Größte Stadt:                                                   | Ostrava                                          |
| ISO 3166-2:                                                     | CZ-80                                            |
| Einwohner:                                                      | 1.189.674 (1. Januar 2023)                       |
| Bevölkerungsdichte:                                             | 224 Einwohner/km²                                |
| Kfz-Kennzeichen:                                                | T                                                |
| Geografie                                                       |                                                  |
| Fläche:                                                         | 5.427 km²                                        |
| Ausdehnung:                                                     | Nord-Süd: bis 54 km West-Ost: 133 km             |
| Höchster Punkt:                                                 | 1,491 m n.m.                                     |
| Tiefster Punkt:                                                 | 195 m n.m.                                       |
| Verwaltungsgliederung                                           |                                                  |
| Bezirke:                                                        | 6                                                |
| Gemeinden:                                                      | 300                                              |
|                                                                 |                                                  |

Moravskoslezský kraj ist der tschechische Name der Mährisch-Schlesischen Region, bis Mai 2001 Ostravský kraj (Ostrauer Region) und eine der 14 Regionen Tschechiens. In der Region befinden sich 299 Gemeinden, darunter 39 Städte (2007). Verwaltungssitz ist Ostrava (Ostrau).
Im Norden und Osten grenzt die Region an Polen und im Südosten an die Slowakei. Innerstaatlich bestehen Grenzen zu den Regionen Olmütz (Olomouc) und Zlín.

## Statistische Kennzahlen
| Statistische Kennzahlen 2002 | Statistische Kennzahlen 2002 | Statistische Kennzahlen 2002 | Statistische Kennzahlen 2002 | Statistische Kennzahlen 2002 |
| ---------------------------- | ---------------------------- | ---------------------------- | ---------------------------- | ---------------------------- |
|                              | Fläche in km²                | Einwohner1)                  | Durchschnittsalter1)         | Gemeinden2)                  |
| Okres Bruntál                | 1.658                        | 93.080                       | 42,5                         | 67                           |
| Okres Frýdek-Místek          | 1.273                        | 213.628                      | 41,9                         | 72                           |
| Okres Karviná                | 347                          | 251.370                      | 42,8                         | 17                           |
| Okres Nový Jičín             | 918                          | 151.737                      | 41,6                         | 54                           |
| Okres Opava                  | 1.144                        | 176.600                      | 40,4                         | 77                           |
| Okres Ostrava-město          | 214                          | 323.464                      | 40,6                         | 13                           |

1)am 1. Januar 2017
2)im Jahr 2016
Anteil am Bruttoinlandsprodukt (2001): 10,4 %
Arbeitslosenquote (2017): 6,97 %

## Landschaft
Die Mährisch-Schlesische Region ist landschaftlich sehr vielfältig. Im Norden befinden sich die Massive des Altvatergebirges (Hrubý Jeseník) mit dem höchsten Berg Mährens, dem Altvater (Praděd) (1,491 m n.m.), die langsam in das Niedere Gesenke (Nízký Jeseník), Hochtalbeau und schließlich in das Odergebirge (Oderské vrchy) übergehen. Die Mitte der Region bilden die dicht besiedelten Gebiete der Ebene um Troppau (Opava), die Ostrauer Pfanne (Ostravská pánev) und die Mährische Pforte (Moravská brána). Im Südosten wird die Landschaft durch die Beskiden wieder bergig. Die Fläche nimmt 5.535 km² ein, 7 % der Gesamtfläche Tschechiens. Mehr als die Hälfte kann landwirtschaftlich genutzt werden, 35 % nehmen Waldgebiete ein. Neben Naturreichtum findet man im Kreis auch viele Rohstoffe wie Steinkohle, Erdgas, Kalkstein, Granit, Marmor, Schiefer, Gipsstein, Schottersand, Sand und Ziegellehm. Der wichtigste Fluss ist die im Odergebirge entspringende Oder. Dort wo die Oder und Olsa (Olše) zusammenfließen, befindet sich auch der tiefste Punkt der Region mit 195 m n.m. Die Beskiden (Beskydy), das Altvatergebirge (Jeseníky) und die Oderniederung (Poodří) gehören neben weiteren 131 kleinen Gebieten zu den staatlich geschützten Naturparks.

## Demografie
Mit 1,2 Millionen Einwohnern ist der Moravskoslezský kraj nach dem Středočeský kraj (1,33 Millionen) und Hlavní město Praha (1,28 Millionen) der drittbevölkerungsreichste Kreis Tschechiens (2017). Die Bevölkerungsdichte ist beinahe doppelt so hoch wie in anderen Kreisen. 23 % der Bevölkerung lebt in Städten mit mehr als 5.000 und 60 % in Städten mit mehr als 20.000 Einwohnern, was in Tschechien einmalig ist. In der Region kommt es neben einem Geburtenrückgang zu einer Überalterung der Bevölkerung. Ebenfalls negativ ist der Wanderungssaldo (2006). Das Durchschnittsalter der Bevölkerung liegt bei 42,2 Jahren (2017). Im Kreisgebiet lebt eine große Bevölkerungsgruppe der Roma.

## Wirtschaft
Bereits zu Zeiten Österreich-Ungarns im 19. Jahrhundert war die Gegend stark industrialisiert und gehörte zu den wichtigsten Industriegebieten Mitteleuropas. Die Ausrichtung auf Schwerindustrie bringt heute jedoch viele soziale Probleme mit sich, seit sich dieser Wirtschaftszweig nicht mehr weiterentwickelt. Mit 10,4 % trägt er aber immer noch als zweitstärkster Kreis nach Prag zum Bruttoinlandsprodukt bei. Heute werden hier der gesamte Roheisenbedarf, 92 % des Stahlbedarfs und 98 % des Koks Tschechiens produziert. Auch die Förderung der Steinkohle findet nur noch hier statt. Weitere wichtige Wirtschaftszweige sind die Energiewirtschaft, die Gaserzeugung, die Nutzfahrzeugindustrie sowie die Tabak- und Nahrungswirtschaft.
In der Region gibt es 23 Industriezonen auf insgesamt 1080 ha. 2006 wirkten dort 5536 ausländische Firmen, die meisten aus der Slowakei (24,8 %), Polen (18,5 %) und Deutschland (14,5 %).
Zum Zweck der Entwicklung des Fremdenverkehrs und der wirtschaftlichen Zusammenarbeit wurden die vier Euroregionen Beskiden (Beskydy), Altvatergebirge (Praděd), Schlesien (Silesia) und das Teschener Schlesien (Těšínské Slezsko) gegründet.

## Arbeitsmarkt
Trotz des Rückgangs der Produktion in der Schwerindustrie und der Kohlereserven arbeiten in der Industrie 536.000 Menschen, weitere 13 % im Handel. Der Bruttolohn ist etwa eintausend Kronen niedriger als im Landesdurchschnitt. Die Wirtschaftsstruktur bringt auch erhebliche Probleme bei der Bewältigung der Arbeitslosigkeit mit sich. Knapp 6,97 % (2017) sind ohne Beschäftigung, der Anteil der Langzeitarbeitslosen beträgt knapp die Hälfte.

## Verkehrsinfrastruktur
Durch den Kreis führt die Autobahn A1 von Brno bis zu Bohumin an der polnischen Grenze. Eine Verbindung zur polnischen A4 befindet sich im Bau. Der Verkehr läuft auch weiterhin über die internationalen Straßen Opava–Ostrava–Český Těšín–Mosty u Jablunkova und Nový Jičín–Frýdek-Místek–Český Těšín. Das Schienennetz wurde modernisiert und in der Region gibt es seit 14. Dezember 2008 das S-Bahn ähnliche System Esko. Bei Mošnov liegt der regionale Flughafen Ostrava.

## Bildung und Gesundheitswesen
In 458 Grundschulen werden 131.000 Schüler unterrichtet. Hinzu kommen 36 Gymnasien, 85 Fachgymnasien, 56 Berufsschulen, zehn Einrichtungen postsekundärer Bildung und drei öffentliche Universitäten in Ostrava und Opava/Karviná.
Auf einen Arzt kommen 284 Einwohner. Daneben stehen 7900 Betten in 20 Krankenhäusern und 3100 Betten in Fachinstituten zur Behandlung langwieriger Krankheiten zur Verfügung. Hinzu kommen 10.000 Seniorenplätze.

## Kultur
Traditionelles Kulturzentrum ist Ostrava. Im Kreis existieren 19 Theater, 63 Museen, 99 Galerien und 63 Kinos, 429 Büchereien, 113 Stadien, 26 Winterstadien und Hunderte von Sportplätzen, Sporthallen und Bädern. In Ostrava hat auch das Janáček-Symphonieorchester seinen Sitz. Im Norden des Kreises werden Kuraufenthalte angeboten, ebenso ein weites Netz von Radwegen und im Winter jegliche Art von Wintersport. Im Kreis gibt es auch viele historische Denkmäler, wie die Zentren der Städte Příbor, Nový Jičín und Štramberk. Aber auch bauliche Denkmäler sind hier zu finden wie die Schlösser in Hradec nad Moravicí, Raduň, Kravaříce oder Fulnek. Zu den bedeutenden Burgen gehören Sovinec, Starý Jičín und Hukvaldy. Ausstellungen kann man im Technischen Automobilmuseum Tatra in Kopřivnice, im Wagonmuseum in Studénka oder im Bergbaumuseum in Ostrava-Petřkovice besuchen.

## Politik
Hejtman (Landeshauptmann) der Region ist oder war: 
- Evžen Tošenovský (ODS, 2000–2008)
- Jaroslav Palas (ČSSD, 2008–2012)
- Miroslav Novák (ČSSD, 2012–2016)
- Ivo Vondrák (ANO, 2016[3]–2023)
- Jan Krkoška (ANO, 2023–2024[4])
- Jakub Unucka (ODS, 2024, Interim)
- Josef Bělica (ANO, seit 2024[4])

Im aus elf Mitgliedern bestehenden Regionsrat waren von 2016 bis 2020 sechs Mitglieder der ANO, drei Mitglieder der KDU-ČSL sowie zwei Mitglieder der ODS vertreten.
Im aus 65 Mitgliedern bestehenden Regionsparlament erreichte im Jahr 2016 ANO als stärkste Partei mit 25,7 % der Stimmen 22 Mandate. Zweitstärkste Partei war die ČSSD mit 16,66 % der Stimmen und somit 14 Mandaten. Die in diesem Bezirk traditionell starke KSČM erreichte mit 11,38 % neun Mandate. Die christdemokratische KDU-ČSL gewann mit 10,17 % der Stimmen acht Mandate. Die Partei der Bürgerrechte, die zusammen mit der rechtspopulistischen Partei Freiheit und direkte Demokratie kandidierte, erreichte 7,02 % und so sechs Mandate. Auf die bürgerliche ODS entfielen mit 6,93 % ebenfalls sechs Mandate.
Im Regionsparlament erreichte im Jahr 2020 ANO als stärkste Partei mit 30,24 % der Stimmen 24 Mandate. Zweitstärkste Partei war die bürgerliche ODS zusammen mit der TOP 09 mit 13,84 % der Stimmen und 10 Mandaten. Die Piratenpartei erreichte mit 11,86 % neun Mandate. Die christdemokratische KDU-ČSL gewann mit 9,57 % der Stimmen sieben Mandate. Die rechtspopulistische Freiheit und direkte Demokratie erreichte 7,68 % und somit sechs Mandate. Auf die bürgerliche ODS entfielen mit 6,93 % sechs Mandate. Die ČSSD erhielt 6,95 % und fünf Mandate. Die KSČM erhielt 5,89 % und vier Mandate. Andere Parteien blieben unter der Sperrklausel von fünf Prozent.

## Bezirke / Okresy

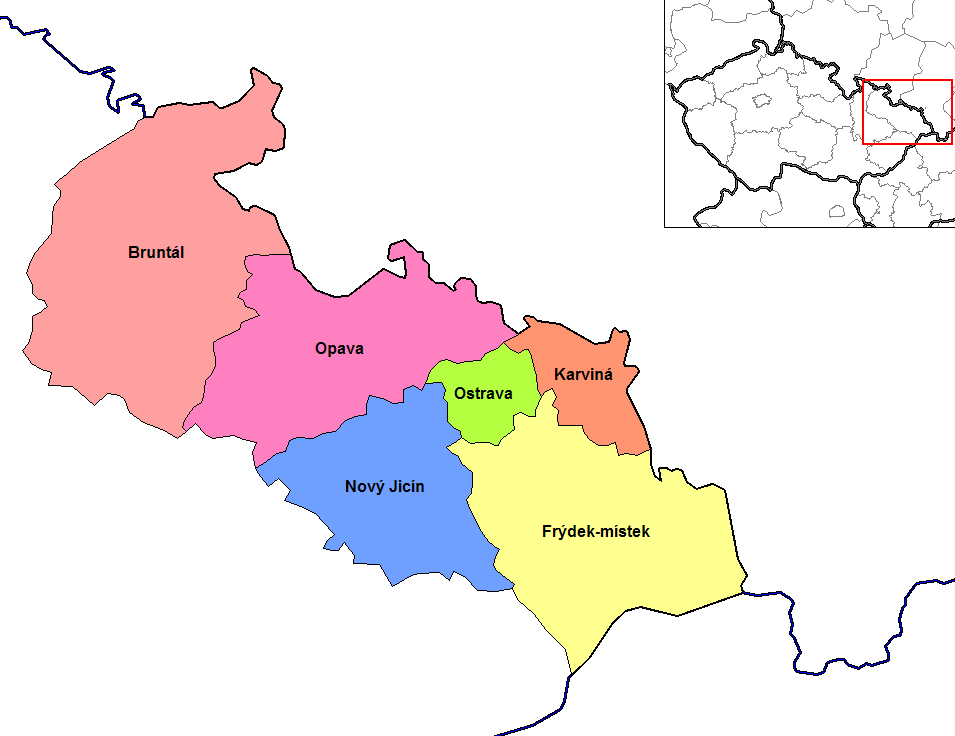
Bezirke

- Okres Bruntál (Bezirk Freudenthal)
- Okres Frýdek-Místek (Bezirk Friedeck-Friedberg)
- Okres Karviná (Bezirk Karwin)
- Okres Nový Jičín (Bezirk Neu-Titschein)
- Okres Opava (Bezirk Troppau)
- Okres Ostrava-město (Bezirk Ostrau-Stadt)

## Bezirksstädte
- Frýdek-Místek (Friedeck-Friedberg)
- Karviná (Karwin)
- Opava (Troppau)
- Ostrava (Ostrau)
- Bruntál (Freudenthal)
- Nový Jičín (Neutitschein)

## Größte Städte
| Name                   | Name (deutsch)                 | Name (polnisch)        | Einwohner (1. Januar 2017) |
| ---------------------- | ------------------------------ | ---------------------- | -------------------------- |
| Ostrava                | Ostrau                         | Ostrawa                | 291.634                    |
| Havířov                |                                | Hawierzów              | 73.274                     |
| Opava                  | Troppau                        | Opawa                  | 57.387                     |
| Frýdek-Místek          | Friedeck-Friedberg             | Frydek-Mistek          | 56.719                     |
| Karviná                | Karwin                         | Karwina                | 54.413                     |
| Třinec                 | Trzynietz                      | Trzyniec               | 35.596                     |
| Orlová                 | Orlau                          | Orłowa                 | 29.231                     |
| Český Těšín            | Teschen                        | Czeski Cieszyn         | 24.650                     |
| Krnov                  | Jägerndorf                     | Krnów, Karniów         | 23.762                     |
| Nový Jičín             | Neu-Titschein                  | Nowy Jiczyn            | 23.550                     |
| Kopřivnice             | Nesselsdorf                    | Koprzywnica            | 22.237                     |
| Bohumín                | Oderberg                       | Bogumin                | 20.980                     |
| Bruntál                | Freudenthal                    | Bruntal                | 16.583                     |
| Hlučín                 | Hultschin                      | Hluczyn                | 13.970                     |
| Frenštát pod Radhoštěm | Frankstadt unter dem Radhoscht |                        | 10.887                     |
| Frýdlant nad Ostravicí | Friedland an der Ostrawitza    | Frydlant nad Ostrawicą | 9.895                      |
| Studénka               | Stauding                       |                        | 9.691                      |
| Příbor                 | Freiberg                       |                        | 8.447                      |
| Rýmařov                | Römerstadt                     | Rymarzów               | 8.345                      |
| Bílovec                | Wagstadt                       | Biłowiec               | 7.415                      |
| Odry                   | Odrau                          |                        | 7.291                      |